# Berengaria von León
Berengaria von León, oder auch Berenguela genannt (* 1204; † 12. April 1237 in Konstantinopel), war eine Kaiserin des lateinischen Reichs von Konstantinopel. Sie war eine Tochter des Königs Alfons IX. von León und der Königin Berenguela von Kastilien aus dem Haus Burgund-Ivrea, ihr Bruder war der später heiliggesprochene König Ferdinand III. von Kastilien-León.
Berengaria wurde 1224 in Toledo mit dem deutlich älteren Johann von Brienne verheiratet, dem Ex-König von Jerusalem. Während ihr Ehemann in Italien gegen seinen Schwiegersohn, Kaiser Friedrich II., kämpfte lebte sie zeitweilig in Paris am Hof ihrer Tante, der Königin Blanka von Frankreich. Nachdem Johann 1229 von den lateinischen Baronen Griechenlands zu ihrem Kaiser gewählt worden war, reiste Berengaria mit ihm 1231 nach Konstantinopel, wo sie in der Hagia Sophia gekrönt wurden.
Gemäß einer Urkunde der Abtei Maubuisson starb Berengaria nur wenige Tage nach ihrem Mann. Ihre gemeinsamen Kinder waren:
- Alfons von Akkon († 1270), der Marie d’Issoudun, Gräfin von Eu, heiratete und als Ehemann Graf von Eu wurde, darüber hinaus Großkämmerer von Frankreich;
- Johann von Akkon († 1296), der 1258 Großmundschenk von Frankreich wurde;
- Ludwig von Akkon († 1297), der Agnes von Beaumont heiratete und als ihr Ehemann Vizegraf von Beaumont wurde;
- Maria († 1275), ⚭ 1229/1234 mit Kaiser Balduin II. von Konstantinopel.